# Saawariya
Saawariya (hindi: सावरिया, urdu: ساوریا) es una película del cine de la India, producida y dirigida por Shanjay Leela Bhansali. El guion está basada en el cuento Noches blancas de Fiódor Dostoyevski.
Publicada y coproducida por Columbia Pictures, el 9 de noviembre de 2007, es la primera película de Bollywood en ser lanzada en Norteamérica por un estudio de Hollywood, precedida de la película animada de Walt Disney Pictures, Roadside Romeo (2008), y de Warner Bros. Pictures Chandni Chowk a China. Además, es una de las primeras películas de Bollywood que se publicó en formato Blu-ray.
Los protagonistas son Ranbir Kapoor (hijo de los actores Rishi Kapoor y Neetu Singh), Sonam Kapoor (hija de Anil Kapoor), Salman Khan y Rani Mukerji, con las actuaciones especiales de Zohra Sehgal y Begum Para, en papeles secundarios.

## Trama
La historia presenta a Ranbir Raj (Ranbir Kapoor), es un hombre muy optimista, sin miedo a nada, Raj pronto se une al bar RK, el club más lujoso de la ciudad, como el cantante principal. En su trabajo, se hace amigo de Gulabji (Rani Mukerji), una prostituta a quien Raj la trata de una manera amistosa. Raj necesita un lugar para quedarse y Gulabji le dice que sólo hay una mujer para darle una casa y que es Lilian (Zohra Sehgal), y sólo permitirá a la gente que le agrade quedarse allí. Raj decide ir en la mañana siguiente a hablar con Lilian. Raj habla con Lilian y ella deja que Raj se quede con ella porque le recuerda a su hijo que se fue y se unió al ejército. Raj va a dar un paseo y conoce a una misteriosa chica vestida de negro sosteniendo un paraguas. Raj trata de hablar con ella, pero ella se escapa y él comienza a seguirla. Obtiene una impresión equivocada, la chica grita le Raj y le dice que se vaya. Raj le dice que va a desaparecer, pero se pregunta: ¿Qué pasaría si otro tipo malo comienza a seguirte? Déjeme llevarla a su casa!. La chica acepta y le permite a Raj llevarla a su casa. La misteriosa chica le dice a Raj que su nombre es Sakina (Sonam Kapoor), y allí Raj se enamora de ella. Después de una o dos reuniones Raj decide contarle a Sakina que la ama, pero antes de que pueda hacerlo,Sakina dice que ya está enamorada de otro hombre. Sakina dice que su nombre es Imaan (Salman Khan), pero él no está en la ciudad. Sakina y Raj empiezan a caer en el amor cuando Sakina cree que Imaan nunca regresará. Cuando Sakina y Raj están en otro paseo, Sakina ve a Imaan en el puente en la noche del Eid. Sakina le dice a Raj que le encantan Imaan está en el puente, sabiendo cuánto ama Sakina a Imaan, la deja ir, y ella lo despide en llanto. Luego, mientras él dobla la esquina, desaparece.

## Reparto
- Ranbir Kapoor es Ranbir Raj.
- Sonam Kapoor es Sakina.
- Rani Mukerji es Gulabji.
- Salma Khan es Imaan.
- Begum Para es Nabila, abuela de Sakina.
- Zohra Sehgal es Lilian.

## Producción
El primer teaser oficial de la película fue visto en New York Times el 25 de agosto de 2007. La primera proyección fue celebrada del 28 de octubre de 2007, aunque sólo para los asociados a la película.

## Controversia de la historia
Después de la liberación de la película, la imagen se vio envuelta en controversia. Hubo acusaciones de que el argumento fue sacado de una película llamada Iyarkai, sin el permiso del galardonado director de la película Iyarkai, S.P.Jananathan. Sin embargo, la historia de Iyarkai también está basada en "Noches blancas", el cuento ruso de Fiódor Dostoyevski, como también dice serlo Saawariya.

## Banda sonora
La banda sonora de la película se estrenó con críticas variadas el 19 de septiembre de 2007. IndiaFM la calificó con tres de cinco estrellas, afirmando que "el título de la canción sería recordado durante meses por venir, si no años"
| Canción                | Cantante(s)                              | Duración | Notas                                                                              |
| ---------------------- | ---------------------------------------- | -------- | ---------------------------------------------------------------------------------- |
| Saawariya              | Shail Hada                               | 02:45    | Ranbir Kapoor y Rani Mukerji                                                       |
| Jab Se Tere Naina      | Shaan                                    | 04:44    | Ranbir Kapoor                                                                      |
| Masha-Allah            | Kunal Ganjawala y Shreya Ghoshal         | 05:28    | Ranbir Kapoor y Sonam Kapoor                                                       |
| Thode Badmash          | Shreya Ghoshal                           | 03:19    | Ranbir Kapoor y Sonam Kapoor Letra: Nusrat Badr; Compositor: Sanjay Leela Bhansali |
| Yoon Shabnami          | Parthiv Gohil                            | 05:15    | Ranbir Kapoor y Sonam Kapoor Letra: Sandeep Nath                                   |
| Daras Bina Nahin Chain | Richa Sharma, Shail Hada y Parthiv Gohil | 04:45    | Música de fondo de la película                                                     |
| Sawar Gayi             | Shreya Ghoshal                           | 03:42    | No está en la película                                                             |
| Jaan-e-Jaan            | Kunal Ganjawala y Shreya Ghoshal         | 05:59    | Ranbir Kapoor y Sonam Kapoor                                                       |
| Pari                   | Kunal Ganjawala                          | 05:19    | Ranbir Kapoor y Rani Mukerji                                                       |
| Chhabeela              | Alka Yagnik                              | 05:23    | Rani Mukerji y Ranbir Kapoor                                                       |
| Saawariya (Reprise)    | Shail Hada                               | 03:06    | Ranbir Kapoor y Sonam Kapoor                                                       |

## Taquilla y crítica
A pesar de las altas expectativas de la película, Saawariya no estuvo a la altura de sus expectativas en todo el público indio. Por otra parte, Saawariya obtuvo críticas mixtas en otros países. Mantuvo un 41% de rating en Rotten Tomatoes y una valoración positiva del 53% en Metacritic. Ranbir y Sonam Kapoor fueron galardonados, y Ranbir Kapoor ganó como Mejor Debut masculino en los premios Filmfare.

## Premios
Filmfare Awards
- Mejor playback masculino - Shaan, Jab Se Tere Naina
- Mejor debut masculino - Ranbir Kapoor
- RD Burman Award - Monty Sharma

Star Screen Awards
- Mejor actuación masculina - Ranbir Kapoor

Stardust Awards
- Mejor actuación femenina - Sonam Kapoor
- Mejor actuación masculina - Ranbir Kapoor
- Desempeño sobresaliente por un director musical - Monty Sharma
- Desempeño destacado por un guionista musical - Sandeep Nath, Yoon Shabnami

IIFA Awards
- Mejor debut masculino - Ranbir Kapoor
- Mejor playback masculino - Shaan (Jab Se Tere Naina)